# Microspermae

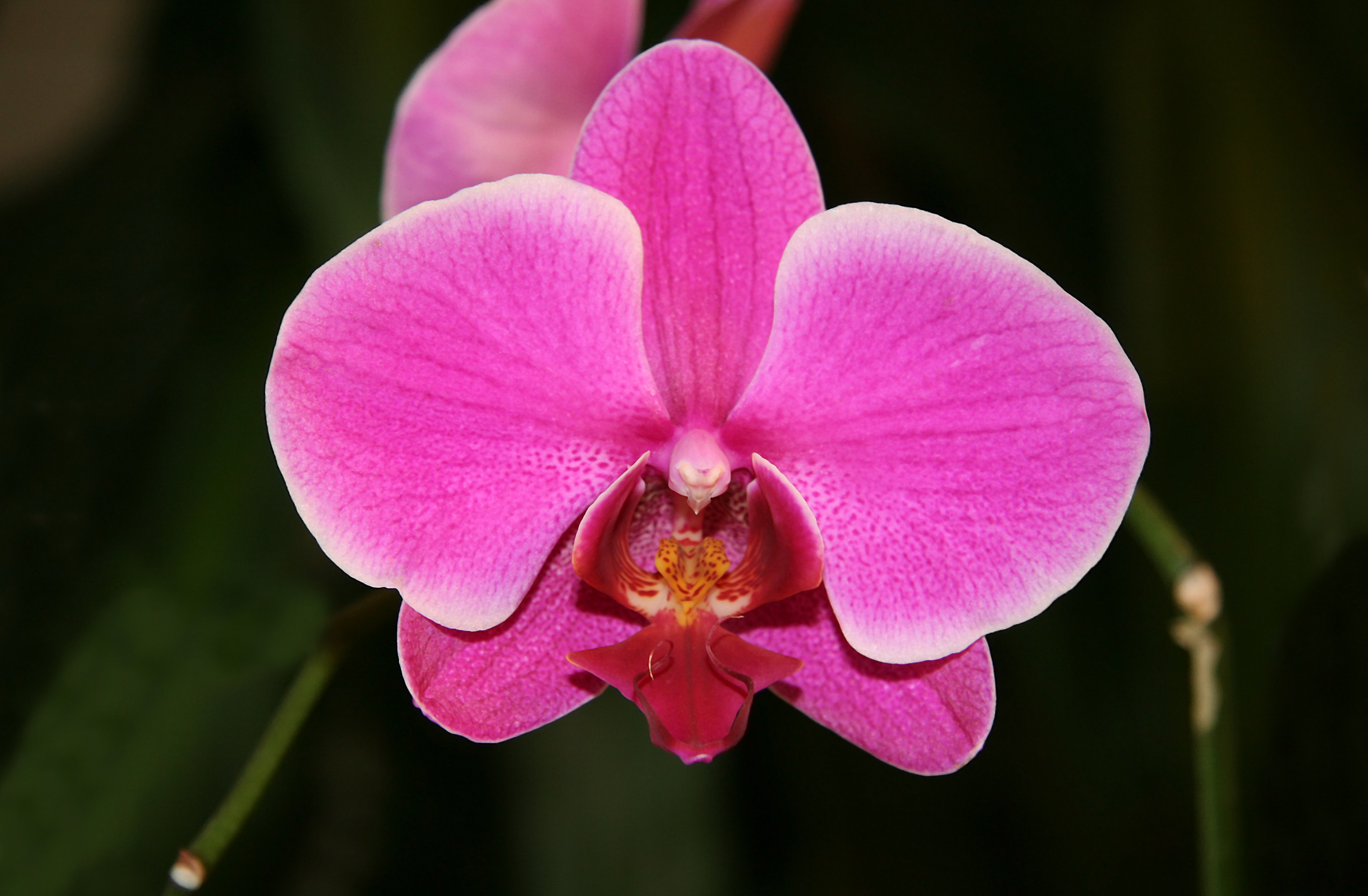
Phalaenopsis, um género de orquídeas

Microspermae é o nome botânico de uma ordem de plantas com flor. É um nome descritivo, que se refere ao tamanho da semente. Era usada para a ordem que continha as orquídeas.
Nos sistemas de classificação de plantas, este nome está praticamente fora de uso, tendo sido substituido pelo nome Orchidales (formada a partir da nome da família Orchidaceae). O nome Microspermae era utilizado pelo sistema de Bentham e Hooker e pelo sistema de Engler. O sistema de Wettstein também utilizava um nome descritivo, mas usava o termo Gynandrae.

## Microspermaeno sistema Bentham e Hooker
- ordem Microspermae
família Hydrocharideae
família Burmanniaceae
família Orchideae

## Microspermaeno sistema de Engler
- ordem Microspermae
família Orchidaceae